# Амазон жовтоволий
Амазон жовтоволий (Amazona collaria) — птах родини папугових.

## Опис

Жовтодзьобий ямайський (праворуч) на марці Умм-ель-Кайвайну. Ліворуч зображений пуерториканський амазон

Довжина тіла 28-29 см. Основне забарвлення оперення зелене з жовтим відливом. На чолі невелика біла пляма, голова блакитнувата, щоки синьо-зелені, оперення горла й передньої частини шиї червонувате із зеленою кромкою. Дзьоб і ноги кольору кістки.

## Розповсюдження
Живе на Ямайці.

## Спосіб життя
Населяє вологі субтропічні й тропічні сельви, мангрові зарості, плантації й сади; підіймається в гори до висоти 1200 м над рівнем моря.

## Загрози й захист
Перебуває під загрозою зникнення через втрату природного середовища проживання.